# بخش مرکزی شهرستان همدان
بخش مرکزی شهرستان همدان یکی از بخش‌های تابعه شهرستان همدان در استان همدان در غرب ایران است.

## تقسیمات کشوری
- - دهستان ابرو
  - دهستان الوندکوه شرقی
  - دهستان الوندکوه غربی
  - دهستان سنگستان
  - دهستان گنبد
  - دهستان هگمتانه

نقاط شهری: همدان، مریانج و جورقان.

## زبان
زبان مردم سطح بخش فارسی ـ ترکی ـ لُری و تعداد اندکی کُردی میباشد.

## جمعیت
بنابر سرشماری مرکز آمار ایران، جمعیت بخش مرکزی شهرستان همدان در سال ۱۳۹۵ برابر با ۶۵۵،۸۵۹ نفر بوده است.